# An Bình, Kiến Xương
An Bình là một xã thuộc huyện Kiến Xương, tỉnh Thái Bình, Việt Nam.
Xã có diện tích 5,08 km², dân số năm 1999 là 4.012 người, mật độ dân số đạt 790 người/km².